# Karlovški most
Karlovški most premošča Gruberjevo nabrežje, Gruberjev kanal in Ižansko cesto in leži v trasi Karlovške ceste v Ljubljani.
Projekt, ki ga je po naročilu Republiške skupnosti za ceste izdelal GRADIS, Biro za projektiranje Maribor pod vodstvom Vukašina Ačanskega, je bil izdelan konec leta 1976. Most je gradilo gradbeno podjetje GRADIS Ljubljana, za promet je bil odprt 16. oktobra 1976. leta.
Nov most stoji cca 30 m gorvodno od starega Karlovškega mostu. 

## Tehnični podatki
Mostna konstrukcija Gruberjev kanal prečka pod kotom 72 °. Svetla višina do Gruberjevega nabrežja je 3,00 m, do Ižanske ceste pa 4,50 m.
Normalni prečni prerez na mostu je sledeč:
- štirje vozni pasovi po 3,50 m
- obojestranski kolesarski stezi po 2,0 m
- obojestranska pločnika po 2,0 m

V križiščih se razširi za uvozne in izvozne pasove ter ločilni pas. Širina normalnega prečnega prereza tako znaša 22,0 m, razširjenega pa 28,15 m.
Dolžina premostitve znaša 87,25 m in poteka preko treh neenakih polj (ožji krajni in daljše srednje polje). Niveleta poteka v vertikalni in horizontalni zaokrožitvi.
Zaradi slabe nosilnosti temeljnih tal (paleozoiska podlaga, črni skrilavci in glinasti peščenjaki) je zgornja konstrukcija iz montažnih prednapetih armiranobetonskih škatlastih nosilcev nekonstantne višine med 1,14–1,54 m. Spodnjo konstrukcijo sestavljajo štirje prečni okvirji, na katerih ležijo nosilci. Podporno konstrukcijo sestavlja pet stebrov, ki ležijo na uvrtanih pilotih, ki segajo v trdno podlago. Stebri so v prečni smeri povezani s prečko.
Vozišče in hodniki so asfaltirani. Na mostu je javna razsvetljava. Križišče z Roško in Privozom je semaforizirano.
Istočasno s Karlovškim mostom in delom nove Karlovške in v nadaljevanju Dolenjske ceste je bil zgrajen tudi podvoz za dolenjsko železniško progo, ki je bila sočasno poglobljena.

## Javni potniški promet
Preko mostu potekajo trase mestnih avtobusnih linij št. 3, N3, 3B, N3B, 27 in integrirana linija 3G.

## Galerija
- Pogled na konstrukcijo
- Pogled na vozišče proti mestu
- Podvoz za Gruberjevo nabrežje
- Podvoz za Ižansko cesto
- Pogled na oba mostova

## Zunanji viri
- Direkcija RS za ceste
- Gradisov vestnik